# Les Mercedes (missatgeria)
Les Mercedes Barcelona SCCL, és una cooperativa sense ànims de lucre formada per un grup de dones especialitzades en turisme educatiu. Iniciaren el projecte arran de la crisi de la COVID-19 constituint-se com a cooperativa el juliol de 2020 apostant per un model de governança sostenible, horitzontal i transparent. La seva activitat és en el sector de la ciclologistica urbana, i ofereixen serveis de missatgeria, sistemes de transport i mobilitat a la ciutat de Barcelona, amb perspectiva de gènere, i una mirada feminista interseccional, centrant-se en visibilitzar les dones, col·lectius vulnerables i en risc d'exclusió.

## Història
L'any 2020, cinc guies turístiques educatives de Barcelona decidiren amb l'esclat del coronavirus canviar el seu mode de vida i en una reunió per Zoom, en ple confinament per la pandèmia, decidiren crear Les Mercedes, una cooperativa de missatgeria formada per dones. L'origen del nom Mercedes prové de l'àvia d'una de les sòcies que es deia Mercedes i anava en bicicleta, perquè "mercès" és una manera de donar les gràcies, i també perquè és el nom de la patrona de Barcelona.